# Juan de Grailly
Juan I de Grailly (también conocido como Jean de Grailly) (?-1301). Fue un senescal del Ducado de Gascuña durante el periodo abarcado entre los años 1266 y 1268, del Reino de Jerusalén desde 1271 hasta 1276, y de Gascuña nuevamente de 1278 a 1287.
Juan nació en las costas del lago Génova en el Condado de Saboya, (siglos después Ducado de Saboya). Probablemente viajó a Inglaterra durante el reinado de Enrique II de Inglaterra en el séquito de Pedro II de Saboya, quien era tío de la Reina, Leonor de Provenza. En 1262 ya era caballero en la corte del príncipe Eduardo, heredero del rey y futuro rey Eduardo I de Inglaterra. En 1263 obtuvo el estatus de consejero del joven príncipe. En 1266 fue recompensado por sus servicios con el castillo y condado de Benauges. Compró asimismo las minas de sal de Burdeos y el derecho de peaje en Pierrefite en el Dordogne como fuentes de ingresos. También recibió el señorío de Langon y fue nombrado senescal del feudo del príncipe Eduardo en Gascuña. En 1280 fundó el pueblo de Cadillac para proporcionar de un puerto a Benauges.

## Novena Cruzada
En 1270 acompañó a Eduardo en la Novena Cruzada a Siria. Permaneció en el Reino Latino de Oriente como senescal y solo regreso a Gascuña en algún momento anterior o durante el año de 1276. Sin embargo, mantuvo un gran interés en el destino de Jerusalén por el resto de su vida. En octubre de 1277 fue a Inglaterra para advertir al ya rey Eduardo de la conspiración tramada por el vizconde de Castillon. En 1278 fue reasignado a su viejo puesto en Gascuña.

## Europa
En 1279, Juan viajó a Amiens y a Inglaterra para negociar el Tratado de Amiens, que puso punto final al estado de abierta hostilidad en que se hallaban Francia e Inglaterra y favoreció el regreso de Agenais al control inglés. Sólo dos semanas después del tratado, Juan de Grailly puso en debate la cuestión de si Quercy era o no territorio inglés. Formó parte de la comisión que vigilaría el regreso del Agenais y sus deberes como senescal fueron extendidos a esa nueva región. Eduardo también ordenó a Juan que se omitiese el pago del fouage, un impuesto demandado por la Corona francesa. Se le encomendó la entrega de cartas que ponían de manifiesto la intención del rey Eduardo de pagar la tarifa dentro de unos años, cuando mejoraran las cosechas. En 1285 incluso se negoció el pago del impuesto con vino de Burdeos.
Juan también tuvo que negociar con la corte francesa en París unos asuntos concernientes con las cláusulas de los estatutos de Gascuña. La fórmula que resultó mutuamente aceptada fue: actum fuit regnantibus Philippo regis Francie, Edwardo rege Anglie, duce Aquitanie. Juan viajó mucho, no solo a París, sino también a Fuenterrabía a negociar con Alfonso X de Castilla. El 2 de enero de 1281 estuvo en Viena para atestiguar un acuerdo entre Felipe I de Saboya y Roberto II de Borgoña. Posteriormente, ese mismo año, fue despachado a Macon para asesorar a Margarita de Provenza, la viuda de Luis IX de Francia. Eduardo lo utilizó ampliamente como su representante oficial en la Europa continental.
Entre 1280 y 1285 Grailly tomó parte en las tortuosas negociaciones concernientes a la herencia del Conde de Bigorra tras la muerte de la cinco veces casada Condesa Petronila. Finalmente se determinó que la hereditaria fuera Juana I de Navarra. La cuestión del homenaje fue, sin embargo, ignorada, pues Juana y su marido, Felipe el Justo, eran ambos monarcas y no debían rendir homenaje ni lealtad a nadie. No obstante, la cuestión de si Bigorra era un feudo del Duque de Aquitania o del Rey de Francia fue siempre un motivo de disputa entre los dos monarcas durante todo el siglo XIV.
Juan de Grailly se quedó corto de presupuesto para sus actividades, pues sus gastos necesitaban la aprobación del escribano antes de poder recibir sus salario. Para remediarlo llevó a cabo tareas de explotación y exigencias ilegales a los campesinos y aldeanos de sus tierras, cuyas quejas llegaron a oídos del Rey Eduardo I. Fue relevado del cargo en algún momento entre junio de 1286 y la primavera de 1287, cuando el rey y la reina se personaron en Gascuña para preguntarle el porqué de sus actos. La investigación encontró que de Grailly había malversado los fondos de varias localidades suyas. Se le ordenó pagar todas sus deudas, pero estos pagos pudieron hacerse descontando dinero de las cuentas que le debían. Regresó a Saboya y dejó la regencia de Gascuña en manos de su hijo Pedro de Grailly.

## Últimas campañas en Tierra Santa
Juan de Grailly regresó a Levante a finales de 1280. En 1289, marchó con un regimiento francés desde Acre a la asediada ciudad de Trípoli, combatió con ahínco a las tropas del sultán Qalawun hasta la caída de Trípoli en abril de 1289. Siguiendo a la caída de Trípoli, Juan fue enviado a Europa por el rey Enrique II de Chipre para advertir a los monarcas europeos acerca de la situación crítica en Levante. Juan se entrevistó con el papa Nicolás IV quien compartió sus preocupaciones y envió una carta a los potentados europeos para hacer algo en favor de la Tierra Santa. Sin embargo, muchos señores europeos estaban demasiado preocupados por la cuestión siciliana como para organizar Cruzadas, y tampoco Eduardo I se veía en posibilidades de marchar a Tierra Santa pues tenía problemas más importantes en casa. Sólo un pequeño ejército de campesinos y aldeanos desempleados toscanos y lombardos pudieron asistir al llamamiento. Veinte galeras venecianas los transportaron a Palestina. A la cabeza de estas huestes marchaba Nicolás Tiepolo, el hijo del Dogo, Lorenzo Tiepolo, quien fue asistido a su regreso por Juan de Grailly y Roux de Sully. A cada uno de ellos les fueron confiadas 1000 monedas de oro provenientes del tesoro del Papa
Al zarpar hacia oriente se les unieron cinco galeras enviadas por el rey Jaime II de Aragón quien a pesar de estar en guerra con el Papado y Venecia estaba deseoso de ayudar.
Juan estuvo presente como Comandante en Jefe de las tropas francesas del rey durante la Caída de Acre. Herido, fue rescatado durante el asedio por su camarada suizo Otón de Grandson, quien también sirvió por algún tiempo al rey Eduardo y que había luchado a su lado, y escaparon en barco a Chipre. Tiempo después regresó a Saboya, donde murió. Sus descendientes continuaron jugando un papel crucial en Gascuña durante el siglo XIV.